# Srednji Globodol
Srednji Globodol je naselje v Občini Mirna Peč.